# Siliqua
Siliqua é uma comuna italiana da região da Sardenha, na província da Sardenha do Sul, com  cerca de 4.151 habitantes. Estende-se por uma área de 190 km², tendo uma densidade populacional de 22 hab/km². Faz fronteira com Assemini, Decimomannu, Decimoputzu, Iglesias, Musei, Narcao, Nuxis, Uta, Vallermosa, Villamassargia, Villaspeciosa.

## Demografia
| Variação demográfica do município entre 1861 e 2011                               |
|                                                                                   |
| Fonte: Istituto Nazionale di Statistica (ISTAT) - Elaboração gráfica da Wikipedia |